# عقد 290 هـ
عقد 290 هـ هو الفترة بين عام 290 إلى 299 في التقويم الهجري، أي العشر سنوات الأخيرة من القرن الثالث الهجري.